# Петър Ирачек
Петър Ирачек (роден на 2 март 1986 г.) е чешки футболист. Позицията, на която играе е полузащитник. Състезава се за германския ФФЛ Волфсбург.

## Кариера

### Клубна
След като изиграва два сезона в Баник Соколов, Ирачек преминава във Виктория Пилзен, където между 2008 и 2011 изиграва 100 мача. През това време отборът печели първата си шампионска титла през сезон 2010/11.
През декември 2011 Ирачек подписва договор за четири години и половина с германския клуб ФФЛ Волфсбург. 

### Национален отбор
През септември 2011 той прави дебют за националния отбор в мач срещу Шотландия. Вкарва първия си гол при победата с 1 – 0 срещу Черна гора в плейофите на квалификациите на Евро 2012. Изиграва основна роля в тима си, който достига четвъртфиналите на Евро 2012. Вкарва два гола в турнира срещу Полша и Гърция в груповата фаза.